# Schermer (polder)
Le polder Schermer est une terre récupérée sur le lac de Schermer, le dernier des anciens grands lacs de Hollande-Méridionale, aux Pays-Bas. Le pompage s'est déroulé de 1633 à 1635. La terre récupérée fait partie de la commune de Alkmaar.

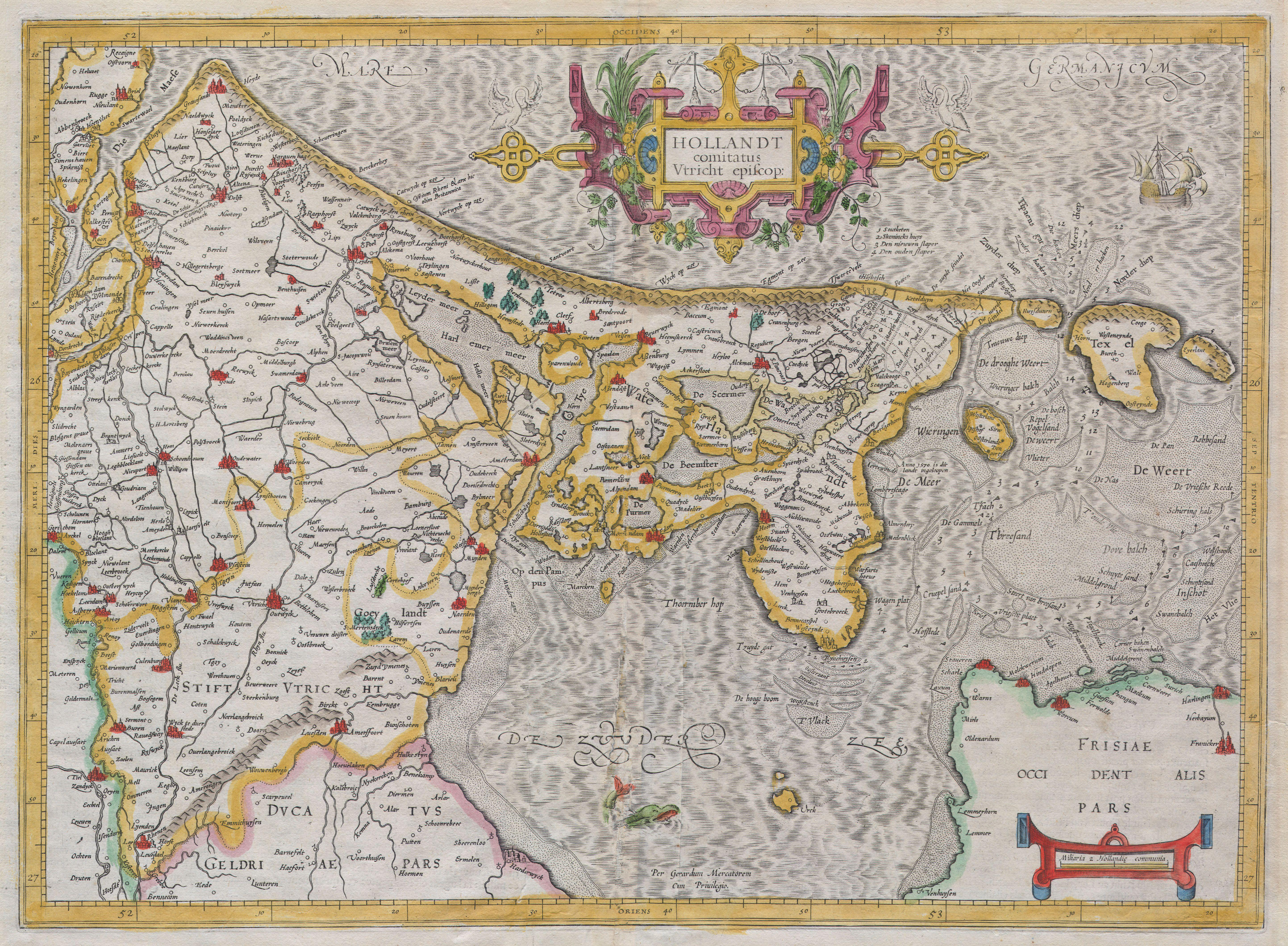
La Hollande du Nord en 1606.

## Histoire
Vers l'an 800 la région où se trouve maintenant la ville de Schermer était couverte de tourbe, la rivière du même nom y coulait. L'extraction de la tourbe par l'homme a affaibli le sol ce qui a provoqué des inondations et, en 1250 la rivière était devenue un lac connu sous le nom de lac de Schermer, il communiquait à travers d'autres lacs avec le Zuiderzee.
Au XVIIe siècle, de nombreux lacs dans l'actuelle province de Hollande du Nord sont récupérés, le lac de Beemster en 1612, le lac de Purmer en 1618. Les entreprises qui réalisent ce travail sont privées. On peut voir un double objectif à cela : d'un côté, les grands lacs sont une menace pour les villes environnantes, d'autre part, la mise en valeur de nouvelles terres fertiles par le sol argileux pourront être louées.

## Les moulins restants
- Poldermolen D
- Poldermolen E
- Poldermolen K
- Poldermolen M
- Poldermolen O

- Ondermolen C
- Ondermolen D
- Ondermolen K
- Ondermolen O

- Bovenmolen E
- Bovenmolen G